# Кэррадайн, Дэвид
Дэ́вид Кэ́ррадайн (Кэ́ррадин) (англ. David Carradine; 8 декабря 1936, Голливуд, штат Калифорния, США — 3 июня 2009, Бангкок, Таиланд) — американский актёр, наиболее известный благодаря ролям Квай Чан Кейна в телесериале «Кунг-фу» и Билла в дилогии Квентина Тарантино «Убить Билла».

## Ранние годы
Дэвид Кэррадайн родился в Голливуде, Калифорния, в семье актёра Джона Кэррадайна (1906—1988) и его жены Арданель Эбигейл Кэррадайн (1911—1989). При рождении ему дали имя Джон Артур Кэррадайн-младший.
Кэррадайн обучался в Университете штата в Сан-Франциско по классу музыкальной теории и композиции. После службы в армии уехал в Нью-Йорк.

## Карьера
Кэррадайн начал актёрскую карьеру в 1964 году и получил известность после участия в бродвейских постановках «Депутат» и «Королевская охота за солнцем». Затем он вернулся в Голливуд, где стал сниматься на телевидении.
Первую большую роль в кино он получил в фильме Мартина Скорсезе «Берта по прозвищу Товарный Вагон» (1972), а в 1973 году снялся в другом фильме Скорсезе под названием «Злые улицы». Кэррадайн получил наибольшую популярность благодаря роли Квай Чан Кейна, миролюбивого шаолиньского монаха, путешествующего по Дикому Западу в телесериале 1970-х годов «Кунг-фу» и в его сиквелах. Первоначально на эту роль планировалось пригласить Брюса Ли.
В 1977 году Кэррадайн сыграл главную роль бывшего циркового артиста Абеля Розенберга в фильме Ингмара Бергмана «Змеиное яйцо». В своей книге «Картины» Бергман писал, что после четырёх неудач с поиском американских актёров (Дастин Хоффман, Роберт Редфорд и Питер Фальк по разным причинам отказались; Ричард дик Харрис не смог из-за болезни)

«…было упомянуто имя Дэвида Кэррадайна. Дино прислал копию его последнего фильма, которую я просмотрел на следующий же день. Фильм, рассказывавший о певце в стиле „кантри“, мне очень понравился. Кэррадайн, один из сыновей великого исполнителя шекспировских ролей Джона Кэррадайна, отличался интересной внешностью и исключительной музыкальностью. Посмотрел я и рабочую копию картины, поставленной им самим. Она была отмечена печатью таланта. Он напомнил мне Андерса Эка, и я вообразил, будто Божий перст наконец-то указал на подходящего Абеля Розенберга». По словам Бергмана, «Дэвид Кэррадайн — „сова“, он засыпал на ходу. Спал везде, где можно, но в то же время был честолюбив, точен и хорошо подготовлен».

Кэррадайн был номинирован на премии «Золотой глобус» и «Эмми» за свою работу над телесериалом «Кунг-фу», а также получил три номинации на «Золотой глобус» за работы в биографическом фильме Вуди Гатри «На пути к славе», телевизионном мини-сериале «Север и Юг» (1985) и фильме «Убить Билла. Фильм 2». За последний он также получил премию «Сатурн» за лучшую мужскую роль второго плана.
1 апреля 1997 года Кэррадайн получил звезду на голливудской «Аллее славы».

## Личная жизнь

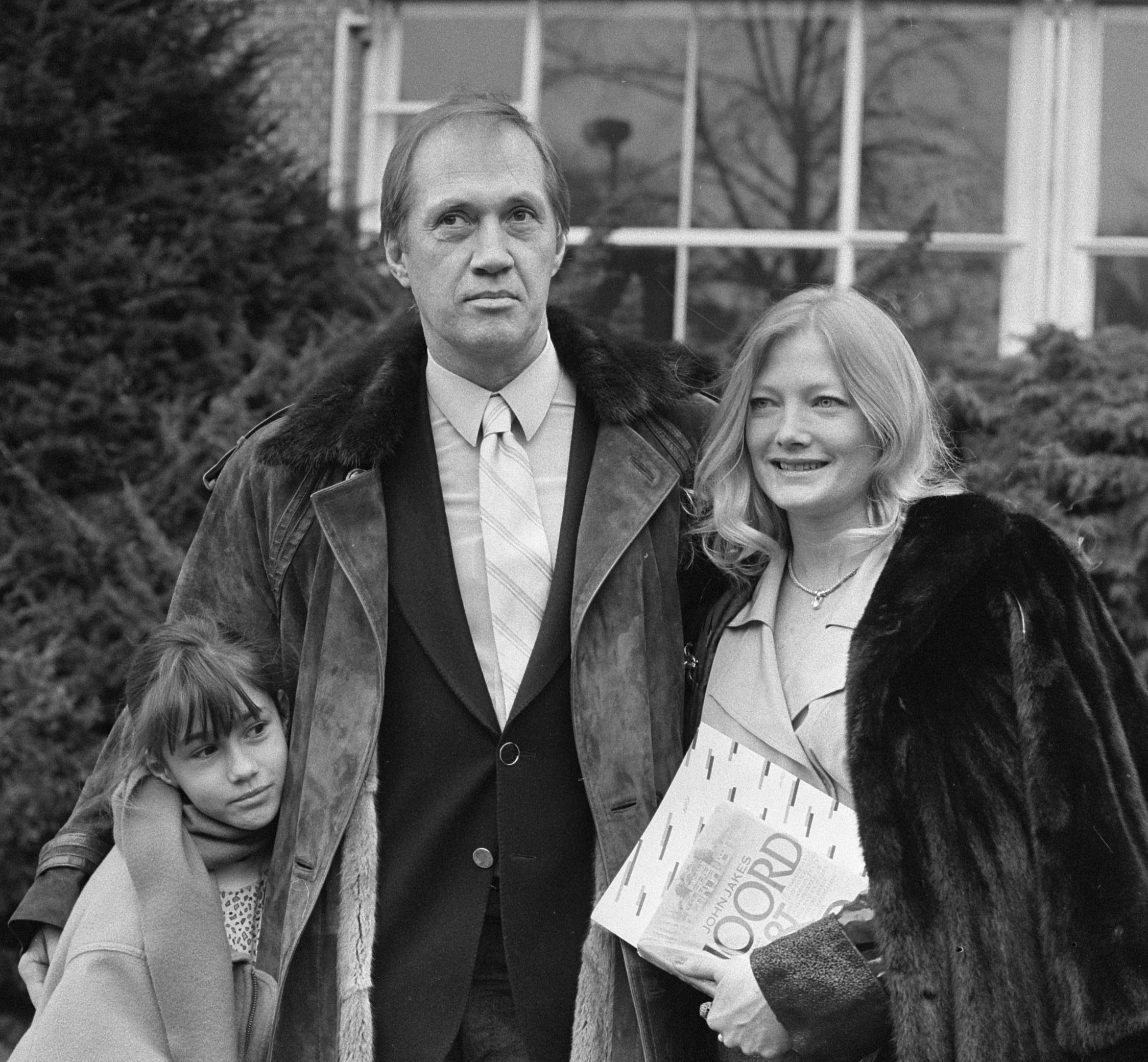
Кэррадайн с семьёй в 1987 году

В 1960 году Кэррадайн женился на Донне Ли Бехт (родившейся 26 сентября 1937 года). В апреле 1962 года родилась дочь Калиста. Брак распался в 1968 году, после чего Кэррадайн покинул Нью-Йорк и вернулся в Калифорнию, чтобы продолжить свою карьеру на телевидении и в кино.
В 1969 году Кэррадайн познакомился с актрисой Барбарой Херши, когда они вдвоем работали над фильмом «Небо с пистолетом». Они вместе снимались в других фильмах, в том числе в «Берта по прозвищу Товарный Вагон» Мартина Скорсезе. В 1972 году они появились на развороте журнала Playboy в обнаженном виде, воссоздав некоторые сексуальные сцены из «Берта по прозвищу Товарный Вагон». Пара прожила вместе до 1975 года.

## Смерть

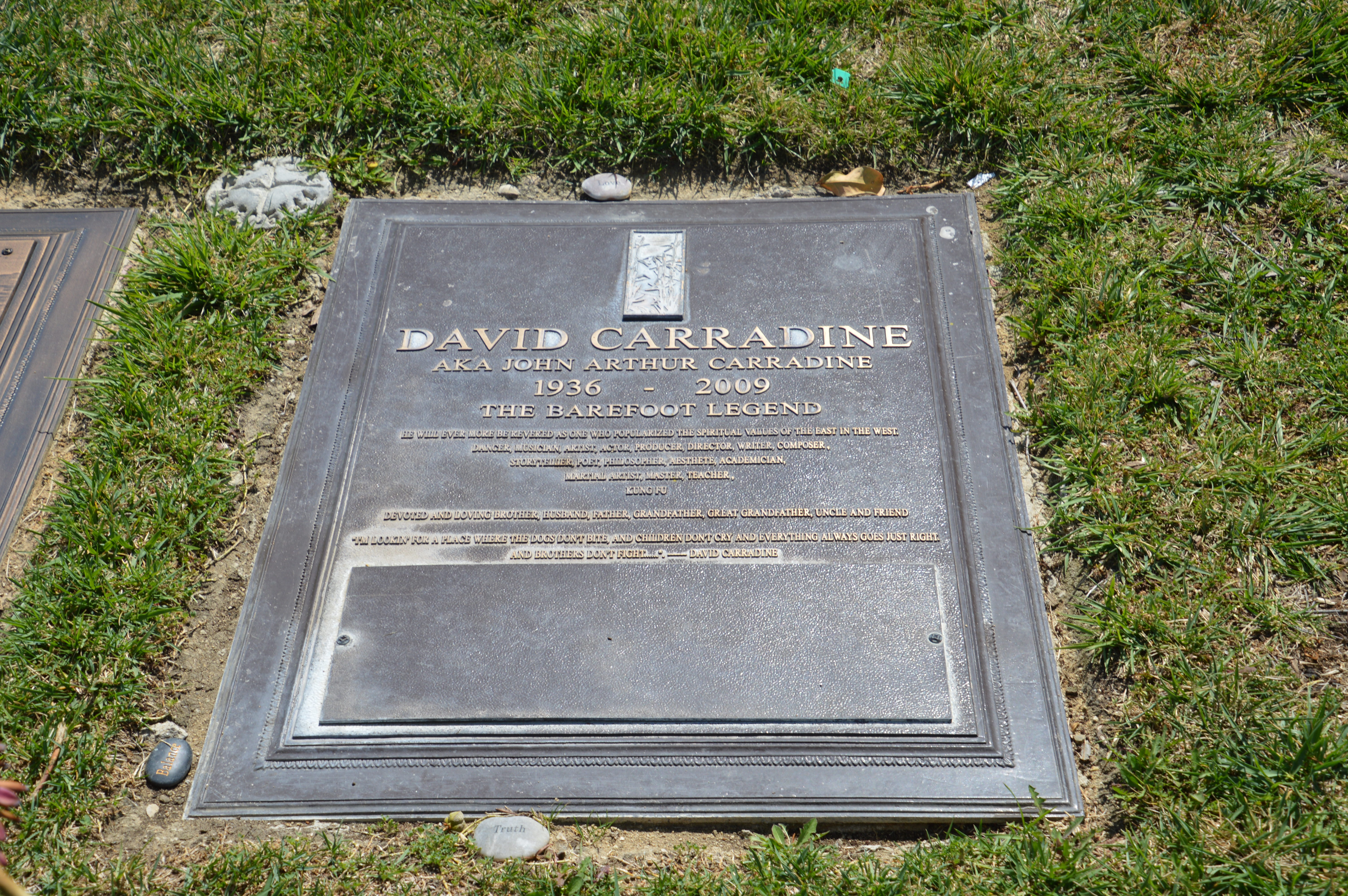
Надгробие Кэррадайна

3 июня 2009 года Дэвид Кэррадайн был найден мёртвым с затянутой вокруг шеи и пениса верёвкой в шкафу в гостиничном номере в столице Таиланда,  Бангкоке. Полиция заявила, что нет уверенности в том, что Кэррадайн повесился, а не погиб, пытаясь удовлетворить себя, поскольку он был найден висящим на соединённых между собой нейлоновых верёвках чёрного и жёлтого цветов, причём одна верёвка была завязана на шее, а другая — на пенисе. Эксперт-криминалист подтвердил, что Кэррадайн погиб в результате аутоасфиксиофилического несчастного случая, задушив себя во время мастурбации.
Жена актёра Марина Андерсон в 2015 году выпустила книгу воспоминаний под названием David Carradine: The Eye of My Tornado («Дэвид Кэррадайн: Центр моего торнадо»), и привела ранее не публиковавшиеся данные судмедэкспертизы и фотографии, которые позволяют предположить, что актёр был убит.

«Я просто уверена, что произошло убийство. Не сомневаюсь в том, что Дэвида задушили, набросившись на него сзади».

## Избранная фильмография
| Год       |    | Русское название                                    | Оригинальное название                              | Роль                                   |
| --------- | -- | --------------------------------------------------- | -------------------------------------------------- | -------------------------------------- |
| 1964—1965 | с  | Альфред Хичкок представляет                         | Alfred Hitchcock Presents                          | Эдвард Кларк / вор предметов искусства |
| 1971      | с  | Дымок из ствола                                     | Gunsmoke                                           | Клинт                                  |
| 1972      | ф  | Берта по прозвищу Товарный Вагон                    | Boxcar Bertha                                      | Большой Билл Шелли                     |
| 1973      | ф  | Долгое прощание                                     | The Long Goodbye                                   | Сократ                                 |
| 1973      | ф  | Злые улицы                                          | Mean Streets                                       | пьяница                                |
| 1975      | ф  | Смертельные гонки 2000                              | Death Race 2000                                    | Франкенштейн                           |
| 1976      | ф  | На пути к славе                                     | Bound for Glory                                    | Вуди Гатри                             |
| 1977      | ф  | Змеиное яйцо                                        | Das Schlangenei                                    | Абель Розенберг                        |
| 1978      | ф  | Смертельный спорт                                   | Deathsport                                         | Каз Ошей                               |
| 1980      | ф  | Скачущие издалека                                   | The Long Riders                                    | Коул Янгер                             |
| 1983      | ф  | Одинокий волк Маккуэйд                              | Lone Wolf McQuade                                  | Рауль Уилкс                            |
| 1983      | ф  | Американа                                           | Americana                                          | американский солдат                    |
| 1983—1985 | с  | Каскадёры                                           | The Fall Guy                                       | разные персонажи                       |
| 1984      | с  | Воздушный волк                                      | Airwolf                                            | доктор Роберт Винчестер                |
| 1985—1986 | с  | Север и юг                                          | North and South                                    | Джастин Ламотт                         |
| 1986      | с  | Удивительные истории                                | Amazing Stories                                    | Кэлвин                                 |
| 1987      | с  | Ночная жара                                         | Night Heat                                         | Теодор Телфорд                         |
| 1987—1989 | с  | Мэтлок                                              | Matlock                                            | Стив Мазаровски / Джимми Легранд       |
| 1989      | ф  | Криминальная зона                                   | Crime Zone                                         | Джейсон                                |
| 1989      | ф  | Думай по-крупному                                   | Think Big                                          | Суини                                  |
| 1990      | ф  | Птичка на проводе                                   | Bird on a Wire                                     | Юджин Соренсон                         |
| 1990      | с  | Театр Рэя Брэдбери                                  | The Ray Bradbury Theater                           | Спендер                                |
| 1992      | ф  | Двойные неприятности                                | Double Trouble                                     | мистер Си                              |
| 1992      | ф  | Дорожные небылицы                                   | Roadside Prophets                                  | Отелло Джонс                           |
| 1992      | ф  | Злые мультфильмы                                    | Evil Toons                                         | Гидеон Фиск                            |
| 1992      | ф  | Музей восковых фигур 2: Затерянные во времени       | Waxwork II: Lost in Time                           | «Нищий»                                |
| 1997      | с  | Доктор Куин, женщина-врач                           | Dr. Quinn, Medicine Woman                          | курьер из Хьюстона                     |
| 1997      | ф  | Ярость                                              | The Rage                                           | Лукас Макдермотт                       |
| 1998      | в  | Дети кукурузы 5: Поля страха                        | Children of the Corn V: Fields of Terror           | Люк Энрайт                             |
| 1998      | мф | Американская история 3: Сокровища острова Манхэттен | An American Tail: The Treasure of Manhattan Island | Вулиссо                                |
| 1999      | с  | Профайлер                                           | Profiler                                           | Кристофер Джо Оллман                   |
| 1999      | с  | Зачарованные                                        | Charmed                                            | Темпус                                 |
| 2000      | с  | Журнал мод                                          | Just Shoot Me!                                     | в роли самого себя                     |
| 2001      | с  | Королева мечей                                      | Queen of Swords                                    | Змея                                   |
| 2001      | с  | Лиззи Магуайер                                      | Lizzie McGuire                                     | в роли самого себя                     |
| 2001      | мс | Приключения Джеки Чана                              | Jackie Chan Adventures                             | Ло Пей                                 |
| 2001—2002 | с  | Ларго                                               | Largo Winch                                        | Нерио Уинч                             |
| 2002      | мф | Балто 2: В поисках волка                            | Balto II: Wolf Quest                               | Нава                                   |
| 2002      | мс | Царь горы                                           | King of the Hill                                   | Джуничиро                              |
| 2003      | ф  | Убить Билла                                         | Kill Bill: Vol. 1                                  | Билл                                   |
| 2003—2004 | с  | Шпионка                                             | Alias                                              | Конрад                                 |
| 2004      | ф  | Убить Билла 2                                       | Kill Bill: Vol. 2                                  | Билл                                   |
| 2004      | ф  | Макс-разрушитель: Проклятие нефритового дракона     | Max Havoc: Curse of the Dragon                     | Грандмастер                            |
| 2004      | мф | Волосы дыбом                                        | Hair High                                          | мистер Снерз                           |
| 2005—2006 | мс | Дэнни-призрак                                       | Danny Phantom                                      | Клокуорк                               |
| 2006      | с  | Медиум                                              | Medium                                             | брат Джессики                          |
| 2006      | ки | —                                                   | Saints Row                                         | Уильям Шарп                            |
| 2007      | ф  | Очень эпическое кино                                | Epic Movie                                         | смотритель музея                       |
| 2007      | ф  | Форсаж да Винчи                                     | Treasure Raiders                                   | Пьер Самонон / Ногарэ                  |
| 2007      | ф  | Как ограбить банк                                   | How to Rob a Bank                                  | Ник                                    |
| 2007      | ф  | Смертельная жатва                                   | Fall Down Dead                                     | Уэйд Дуглас                            |
| 2007      | ф  | Большой Стэн                                        | Big Stan                                           | Мастер                                 |
| 2007      | ф  | Ближний бой                                         | Blizhniy Boy: The Ultimate Fighter                 | Михаил                                 |
| 2008      | ф  | Адская поездка                                      | Hell Ride                                          | чёрт                                   |
| 2008      | ф  | Медовый месяц Камиллы                               | Camille                                            | ковбой Боб                             |
| 2008      | ф  | Смертельная гонка                                   | Death Race                                         | Франкенштейн                           |
| 2009      | ф  | Безвозвратный путь                                  | Road of No Return                                  | мистер Ховер                           |
| 2009      | ф  | Адреналин 2: Высокое напряжение                     | Crank: High Voltage                                | Пун Дон                                |
| 2010      | ф  | Настоящая легенда                                   | 蘇乞兒                                             | Энтони                                 |
| 2013      | ф  | Ночь тамплиера                                      | Night of the Templar                               | Крамар                                 |